# O uso de algemas no Brasil
 Só depois de ver meu carro imobilizado com uma enorme trava amarela da polícia de trânsito de Boston me convenci do bom senso de estacionar corretamente. Algema também educa.— Mac Margolis, correspondente da revista Newsweek no Brasil
O uso de algemas no Brasil, durante a Operação Satiagraha, reacendeu-se, no Congresso Nacional e na mídia, com o apoio expresso de renomados advogados criminalistas, na execução das prisões. Muitos vêem nessa polêmica apenas uma forma de 'retórica de oportunidade' para criar uma "cortina de fumaça" a fim de encobrir os fatos da Operação Satiagraha, que, na sua essência, revelou à sociedade brasileira a existência de continuados crimes de corrupção, praticados por alguns banqueiros, e por alguns políticos - de praticamente todos os partidos. Já outros consideram que a discussão sobre o uso de algemas é um tema legítimo, relacionado com os direitos humanos dos brasileiros, e que afeta direitos e garantias individuais da população em geral. Modos de utilização de algemas variam de país para país, mas todos as utilizam. Em vários países existem severas restrições não ao uso de algemas em si - na maioria seu uso é obrigatório - mas à exposição de pessoas algemadas à mídia. Assim, à guisa de exemplos, no Japão as pessoas algemadas só podem ter sua imagem divulgada na mídia depois de "pixelizada" (borrada). Em Hong Kong aos algemados é oferecida a opção de vestirem um capuz negro, para que não possam ser identificados em fotos. No Brasil o uso de algemas ainda não foi regulamentado.

## A Lei no Brasil
A Lei de Execução Penal (artigo 199) determina que o emprego de algema seja regulamentado por decreto federal, o que ainda não ocorreu. A utilização de algemas não pode ser arbitrária, e deve ser adotado nos casos e com as finalidades seguintes: a) para impedir, prevenir ou dificultar a fuga ou reação indevida do preso, desde que haja fundada suspeita ou justificado receio de que tanto venha a ocorrer; b) para evitar agressão do preso contra os próprios policiais, contra terceiros ou contra si mesmo. Em 13 de agosto de 2008, tentando preencher o vácuo deixado pela falta de legislação específica, o Supremo Tribunal Federal editou a Súmula Vinculante n° 11, que basicamente reafirma seu entendimento constitucional sobre a matéria.
Na totalidade dos países democráticos o uso de algemas na prisão é um procedimento obrigatório por lei em todos os casos, independente da condição social, do status, da compleição física e, até mesmo, da idade do preso ou do local e circunstâncias da prisão. Ao estabelecer essa obrigatoriedade como regra, evitam a discricionariedade do policial sobre o assunto, tratando com equidade todos os detidos. Nos países em que não há privilégios de classes ou de castas, inusitado é ver um preso, qualquer preso, mesmo um Michael Jackson, sem algemas.
Segundo alguns exigir que um policial avalie a conveniência ou não de empregar algemas, no próprio momento de uma prisão, em que ele e o suspeito de malfeitoria, rico ou pobre, estão sob tensão, excitados e sujeitos à pressão dos circunstantes, seria uma exigência por demais arriscada. Luiz Fernando Corrêa, diretor-geral da Polícia Federal declarou: O uso de algemas é uma regra geral. É uma questão de segurança, de padrão procedimental, isso causa algum debate por causa do nível social dos presos(…) Nosso tratamento é o mesmo (para todos). Tratamento igual a todos perante à lei.
Para outros, a maior preocupação é com a exposição.

O que a polícia tem que ter cuidado é em não expor as pessoas. Isso, nós já tínhamos regrado com o diretor-geral (da Polícia Federal, Luiz Fernando Corrêa) e houve um erro. Quem cometeu esse erro, ainda vai ser apurado. — Ministro Tarso Genro

### A Súmula Vinculante n. 11
De acordo com matéria publicada pelo jornal O Estado de S. Paulo em 16 de agosto de 2008, juízes federais teriam apelidado a Súmula Vinculante n. 11 de "Súmula Cacciola-Dantas" sugerindo a "intenção de favorecer réus enquadrados por colarinho branco" (a matéria não cita o nome de qualquer juiz que assim tivesse apelidado a súmula, ou sugerido essa "intenção" dos ministros do STF). "Entre perplexos e indignados, agora os magistrados atribuem a regra a que todos estão submetidos a uma intenção de favorecer réus enquadrados por colarinho branco, pondo-os a salvo de constrangimentos".
Ainda segundo a matéria do jornal, juízes federais têm trocado entre si correspondência sigilosa debatendo sua preocupação sobre a parte do texto da Súmula Vinculante n° 11 do STF - segundo a qual o uso "injustificado" de algemas nos pulsos de um acusado, por ocasião de sua prisão, possa "levar à nulidade da prisão ou do ato processual a que se refere, sem prejuízo da responsabilidade civil do Estado". Isso, segundo eles,  provoca a insegurança jurídica no pais. Teme-se que, pelo simples fato de um policial fazer uso de algemas de uma forma que, a posteriori, venha a ser considerada abusiva, "todo o processo que resultou naquela ordem de custódia acabará desfeito e arquivado", resultando na nulidade da prisão ou do ato processual a que se refere. Prossegue a matéria afirmando que magistrados, cujos nomes não são mencionados, alegaram que o STF, que normalmente leva anos para apreciar recursos, agiu com celeridade sem precedentes ao criar essa súmula, redigindo seu texto, e aprovando-o em plenário, num único dia.
O relator das emendas ao projeto de lei do senador Demóstenes Torres na Comissão de Constituição e Justiça (CCJ) do Senado Federal para regulamentar o uso de algemas no País, senador Antônio Carlos Valadares (PSB-SE), incluiu no seu parecer a informação de que a decisão do STF foi apelidada por juízes de "Súmula Cacciola-Dantas", pelo fato de o tribunal ter-se debruçado sobre tema somente após a prisão dos banqueiros Salvatore Cacciola e Daniel Dantas.
 Pela 'intranet', rede exclusiva da toga, já chega a 150 o número de juízes federais que se rebelaram contra a súmula que permite à polícia sacar as algemas em "casos excepcionais". Textos irados, em sua maioria, e mensagens carregadas de ironia e deboches, marcam o protesto.—  Juízes se rebelam contra "Súmula Cacciola-Dantas", O Estado de S. Paulo
Juridicamente a Súmula n° 11 poderia ser objeto de ação popular ou mesmo de ação de inconstitucionalidade. O problema é que o endereço onde qualquer iniciativa dessas tem que ser protocolada é o próprio STF, o próprio tribunal que editou a súmula. Enquanto alguma entidade com legitimidade não se insurje oficialmente, os juízes promovem intenso debate informal, pela 'intranet' da toga.
Para o presidente da OAB-RJ, Wadih Damous, essa súmula vinculante não tem qualquer "precedente judicial", e "prejudica a capacidade de discernimento do agente policial". 
 Quando a polícia federal enfrenta o criminosos de colarinho branco, que para mim é o verdadeiro crime organizado, há uma reação dos mesmos setores que clamam por punição porque um determinado engravatado foi algemado.— Wadih Damous, presidente da OAB-RJ

### Os Tribunais no Brasil
No Brasil o Supremo Tribunal Federal decidiu, por unanimidade, em 2007 (habeas corpus n° 89429/RO) que: "1. O uso legítimo de algemas não é arbitrário, sendo de natureza excepcional, a ser adotado nos casos e com as finalidades de impedir, prevenir ou dificultar a fuga ou reação indevida do preso, desde que haja fundada suspeita ou justificado receio de que tanto venha a ocorrer, e para evitar agressão do preso contra os próprios policiais, contra terceiros ou contra si mesmo. O emprego dessa medida tem como balizamento jurídico necessário os princípios da proporcionalidade e da razoabilidade." Em seu voto a relatora, ministra Carmem Lúcia ressaltou: "A prisão há de ser pública, mas não há de se constituir em espetáculo. Qualquer conduta que se demonstre voltada à demonstração pública de constrangimento demasiada ou insustentada contra alguém, que ainda é investigado nesta fase do Inquérito, não pode ser tida como juridicamente fundamentada".

 Sem embargo, o v. acórdão terminou por reconhecer que o uso de algemas é a regra, e não exceção. O preso que tem contra si expedido mandado judicial de prisão é de periculosidade presumida. Aliás, o instinto humano é de liberdade e a presunção juris tantum é de procura incessante por essa.— Rodrigo Carneiro Gomes, Forum Brasileiro de Segurança Pública
No Brasil argumenta-se que o entendimento da Constituição, quando se trata de banqueiros, é diferente da usual. O presidente do Superior Tribunal de Justiça (TSJ), Humberto Gomes de Barros, concedeu habeas corpus liminar para Salvatore Cacciola, o banqueiro condenado foragido que foi extraditado de Mônaco e desembarcou no Rio de Janeiro, para que ele não fosse algemado ao chegar ao Brasil.
As cortes brasileiras estão confusas com a polêmica surgida em torno desse assunto, e ainda são incapazes de distinguir com clareza entre o uso legítimo pela polícia de algemas no ato de uma prisão, como medida elementar de segurança (a literatura policial é recheada de casos de presos algemados para frente que retiram a arma do policial,(…) com vítima fatal) da prática norte-americana chamada perp walk, ou "parada dos acusados", uma exposição deliberadamente vexatória de acusados (ou perpetrators - "perp") que, embora lá seja aceita pela U. S. Supreme Court - sob o fundamento jurídico de que divulgar ações enérgicas da polícia serve de exemplo disuasório para outros criminosos, dificilmente seria tolerada na cultura brasileira, como não o é na belga, nem na japonesa.

### Uso de algemas e exibição de acusados em prisões recentes
Uma comprovação de que o STF e o Congresso Nacional atuaram unicamente para preservar a imagem e integridade de algumas pessoas de seu relacionamento íntimo é que o uso de algemas e a exibição pública constrangedora de suspeitos presos em operações policiais continuaram ocorrendo no Brasil sem qualquer nova manifestação do Poder Judiciário. Casos emblemáticos recentes, como a prisão do traficante Nem, na Favela da Rocinha, no Rio de Janeiro, e a de alguns estudantes que ocupavam a reitoria da Universidade de São Paulo em protesto contra a presença policial no campus e ação tida como truculenta para coibir protestos estudantis. Ambos os fatos ocorreram em novembro de 2011 e são prova de que as práticas de algemar e exibir presos continua generalizada, apesar da súmula vinculante.
Outras prisões envolvendo investigações de corrupção e lavagem de dinheiro tiveram pessoas algemadas e exibidas à imprensa, como em Campinas e Hortolândia, ambas ocorridas também em 2011, em São Paulo; e a Operação Voucher, onde até as fotos tiradas para o fichamento policial (onde os acusados ficam sem camisa e seguram um cartaz com seu nome) vazaram para a imprensa.
Todos esses fatos comprovam os interesses particulares do debate ocorrido em 2004, por conta da Operação Sathiagara. Por outro lado, cabe também destacar que algumas operações realizadas pela Polícia Federal nos últimos anos respeitaram a integridade dos acusados, como a operação Sinal Fechado, envolvendo um suplente de senador da oposição e que não teve exibição pública dos presos, e uma operação contra sonegação fiscal na Bahia que apreendeu uma ilha particular. Nesta última, não foram divulgadas as fotos e nem os nomes dos presos, apenas uma foto da ilha confiscada, esta operação também não teve um nome peculiar, como se tornou costumeiro nas ações de grande impacto da PF.
Estas duas operações reforçam a ideia de que o interesse ou não em repercutir as prisões e dar destaque aos supostos crimes está vinculada a interesses políticos dos agentes públicos ou de alguma ação coerciva sobre eles.

## A Lei, no mundo

### Os Tribunais nos Estados Unidos
Em determinados países a interpretação dos direitos constitucionais dos indivíduos é bem mais restritiva. Na Califórnia a Corte Suprema, revertendo uma decisão do 9° Circuito de Apelações, decidiu que: "a polícia tem o direito constitucional de algemar os suspeitos durante uma busca (…) O uso da força pela polícia, representado pelo uso de algemas para efetuar a prisão de Mena na garagem, bem como a detenção de três outros ocupantes, foi razoável porque os interesses da sociedade pesam mais do que essa intrusão marginal"
O uso de algemas é comumente aceito por Cortes Supremas em muitos outros países. A Corte Suprema da Flórida declarou em julgamento: "se um policial acredita razoavelmente que essa detenção só pode ser conduzida dessa maneira (com algemas) não cabe à Corte substituir pelo seu o julgamento do policial.. "Dessa maneira respondemos a primeira questão com uma qualificada afirmativa, isso é, que um policial pode algemar uma pessoa que esteja detendo temporariamente se as circustâncias justificarem razoavelmente essa constrição".
São comuns divulgações, em rede nacional, de prisões efetuadas, como essa:

 (…) A batida policial foi conduzida com toda a velocidade e precisão de uma batida contra traficantes (…) proeminenentes executivos dos mais prestigiosos bancos de investimento (de Wall Street) foram presos e algemados, numa investigação sobre informação privilegiada (…)— A Raid on Wall Street, Time Magazine

### Perp walk
Uma prática, apelidada de perp walk ("parada dos acusados") tem-se tornado cada vez mais frequente nos Estados Unidos. Antes reservada apenas para os suspeitos de crimes violentos - como assassinos seriais e estupradores, que ameaçavam as comunidades - e comumente aceita sem maiores questionamentos pelos juristas, agora a "parada dos acusados" tem sido usada contra suspeitos de crimes de colarinho branco, presidentes e outros altos executivos de corporações, e até banqueiros. Cada vez mais acusados são exibidos "em uma posição que denota culpa", conforme definiu uma Corte norte-americana. O ex-promotor federal no distrito sul de Nova York Rudolph Giuliani, depois prefeito da cidade, é considerado o inventor da "parada dos acusados".
Dentre muitos outros acusados notáveis que foram submetidos à humilhante "parada dos acusados" nos EUA podem-se citar Scott Sullivan, presidente da WorldCom (antiga MCI Communications), e John Rigas, ex-presidente da Adelphia Communications Corporation.
Diversas batalhas legais têm-se travado nos Estados Unidos com relação à constitucionalidade ou não da "parada dos acusados". Alguns advogados têm argumentado que a "parada dos acusados" macula de tal forma a imagem pública de seus clientes que torna impossível a realização de um julgamento imparcial naquela mesma jurisdição. Outros têm argumentado que a "parada de acusados" equivale a uma busca e apreensão inconstitucional, o que infringiria a Quarta Emenda da Constituição dos Estados Unidos. Reconhecendo que a "parada dos acusados" pode ter implicações constitucionais com relação à Quarta Emenda, o 2° Circuito de Cortes de Apelação dos Estados Unidos determinou que essa prática tem que servir a algum propósito efetivo de combate ao crime para que seja constitucional. Consequentemente, "paradas de acusados" que são encenadas para a mídia, sem que tenham um propósito legítimo de cumprimento legal não serão toleradas, ao passo que mesmo aquelas que sejam coreografadas, mas demonstrem um propósito legítimo de cumprimento legal atenderão aos requisitos constitucionais
 Entretanto as "paradas de acusados" servem ao propósito mais sério de educar o público acerca dos esforços de combate ao crime. A imagem do acusado sendo levado à prisão para enfrentar as barra dos tribunais transmite energicamente a disposição do governo de combater o crime, e pode deter outros de tentar praticar os mesmos crimes — William R. Mitchelson Jr. e Mark T. Calloway
Embora o assunto continue muito controverso nos Estados Unidos, com várias ações em curso, as cortes norte-americanas vêm decidindo, de maneira geral, que permitir à opinião pública tomar conhecimento de que um determinado processo penal foi iniciado é uma função inerente ao governo; impor humilhação aos acusados, antes que sejam definitivamente condenados, não o é. A corte também decidiu que dar publicidade às prisões "também aumenta a transparência do sistema de justiça criminal", e pode permitir à população revelar novas informações, relevantes para o caso.
A justiça norte-americana decidiu ainda que a polícia viola o Fourth Amendment quando encena uma "parada de acusados" (isto é: encena, teatralmente,  uma "prisão" que já fora efetuada, sem que a prisão real tivesse sido filmada) exclusivamente para atender a interesses da mídia. Entretanto a 2° Circuito de Cortes de Apelação dos Estados Unidos, limitando o alcance dessa decisão emblemática que proferiu, também declarou: "Não estamos afirmando que todas, nem mesmo que a maioria, das "paradas de acusados" constituam uma violação (constitucional) da Quarta Emenda. Nem analisamos (nesse julgamento) a questão de se é permitdo à polícia notificar a mídia com antecedência sobre o transporte de um prisioneiro".